# Salva (gmina)
Salva – gmina w Rumunii, w okręgu Bistrița-Năsăud. Obejmuje tylko jedną miejscowość Salva. W 2011 roku liczyła 2738 mieszkańców.